# Bogdan Papierz
Bogdan Papierz (ur. 22 stycznia 1968) – polski skoczek narciarski, trzykrotny medalista mistrzostw Polski, dwukrotny uczestnik mistrzostw świata.

## Przebieg kariery
Papierz w 1983 podczas mistrzostw Polski juniorów młodszych pobił rekord skoczni w Koniakowie, skacząc 51 m. Po raz pierwszy startował w Pucharze Świata w sezonie 1986/87. W Turnieju Czterech Skoczni uplasował się wówczas na 89. pozycji. Potem wypadł z kadry narodowej, do której wrócił po dwóch latach. W TCS 1988/89 był 71. Pozwoliło mu to wyjechać na mistrzostwa świata do Lahti, gdzie zajął 43. i 55. miejsce indywidualnie i 12. w drużynie. W 1989 zdobył też dwa medale mistrzostw Polski: srebrny na skoczni normalnej i brązowy na dużej.
W kolejnym sezonie najlepiej w Pucharze Świata zaprezentował się w Zakopanem, gdzie był 43. Ta sama lokata była też najwyższa w sezonie 1990/91, a osiągnął ją w Szczyrbskim Jeziorze. Został też wicemistrzem kraju na K70. Na mistrzostwach świata w Predazzo był 56. i 30. Po raz ostatni w PŚ startował w 1991 w Sapporo. W Pucharze Kontynentalnym 1991/92 zdobył 6 punktów, zajmując 78. miejsce w końcowej klasyfikacji.

## Mistrzostwa świata
- Indywidualnie

| 1989 Lahti    | – | 55. miejsce (K-90), 43. miejsce (K-114) |
| 1991 Predazzo | – | 30. miejsce (K-90), 56. miejsce (K-115) |

- Drużynowo

| 1989 Lahti | – | 12. miejsce (K-114) |

## Mistrzostwa świata juniorów
- Indywidualnie
  - 1985  Täsch – 52. miejsce
  - 1986  Lake Placid – 40. miejsce
- Drużynowo
  - 1985  Täsch – 7. miejsce

## Puchar Świata

### Miejsca w poszczególnych konkursach indywidualnychPucharu Świata
| Źródło                                                                                       | Źródło      | Źródło      | Źródło      | Źródło     | Źródło                 | Źródło                 | Źródło                 | Źródło        | Źródło              | Źródło              | Źródło          | Źródło          | Źródło       | Źródło   | Źródło       | Źródło       | Źródło       | Źródło  | Źródło          | Źródło       | Źródło              | Źródło  | Źródło  | Źródło  | Źródło | Źródło | Źródło | Źródło | Źródło | Źródło | Źródło | Źródło | Źródło | Źródło | Źródło | Źródło | Źródło | Źródło | Źródło | Źródło | Źródło | Źródło | Źródło | Źródło | Źródło | Źródło | Źródło | Źródło | Źródło |
| -------------------------------------------------------------------------------------------- | ----------- | ----------- | ----------- | ---------- | ---------------------- | ---------------------- | ---------------------- | ------------- | ------------------- | ------------------- | --------------- | --------------- | ------------ | -------- | ------------ | ------------ | ------------ | ------- | --------------- | ------------ | ------------------- | ------- | ------- | ------- | ------ | ------ | ------ | ------ | ------ | ------ | ------ | ------ | ------ | ------ | ------ | ------ | ------ | ------ | ------ | ------ | ------ | ------ | ------ | ------ | ------ | ------ | ------ | ------ | ------ |
| Sezon 1985/1986                                                                              |             |             |             |            |                        |                        |                        |               |                     |                     |                 |                 |              |          |              |              |              |         |                 |              |                     |         |         |         |        |        |        |        |        |        |        |        |        |        |        |        |        |        |        |        |        |        |        |        |        |        |        |        |        |
| Thunder Bay                                                                                  | Thunder Bay | Lake Placid | Lake Placid | Chamonix   | Oberstdorf             | Garmisch-Partenkirchen | Innsbruck              | Bischofshofen | Harrachov           | Liberec             | Klingenthal     | Oberwiesenthal  | Sapporo      | Sapporo  | Vikersund    | Vikersund    | Sankt Moritz | Gstaad  | Engelberg       | Lahti        | Lahti               | Oslo    | Planica | Planica | punkty |        |        |        |        |        |        |        |        |        |        |        |        |        |        |        |        |        |        |        |        |        |        |        |        |
| -                                                                                            | -           | -           | -           | 47         | -                      | -                      | -                      | -             | -                   | -                   | 63              | 39              | -            | -        | -            | -            | -            | -       | -               | -            | -                   | -       | -       | -       | 0      |        |        |        |        |        |        |        |        |        |        |        |        |        |        |        |        |        |        |        |        |        |        |        |        |
| Sezon 1986/1987                                                                              |             |             |             |            |                        |                        |                        |               |                     |                     |                 |                 |              |          |              |              |              |         |                 |              |                     |         |         |         |        |        |        |        |        |        |        |        |        |        |        |        |        |        |        |        |        |        |        |        |        |        |        |        |        |
| Thunder Bay                                                                                  | Thunder Bay | Lake Placid | Lake Placid | Chamonix   | Oberstdorf             | Garmisch-Partenkirchen | Innsbruck              | Bischofshofen | Szczyrbskie Jezioro | Szczyrbskie Jezioro | Oberwiesenthal  | Sapporo         | Sapporo      | Lahti    | Lahti        | Örnsköldsvik | Falun        | Planica | Planica         | Rælingen     | Oslo                | punkty  | punkty  | punkty  | punkty | punkty | punkty | punkty | punkty | punkty | punkty | punkty | punkty | punkty | punkty | punkty | punkty | punkty | punkty | punkty |        |        |        |        |        |        |        |        |        |
| 68                                                                                           | 57          | 56          | 69          | -          | 107                    | 89                     | 81                     | 57            | 65                  | 55                  | -               | -               | -            | -        | -            | -            | -            | -       | -               | -            | -                   | 0       | 0       | 0       | 0      | 0      | 0      | 0      | 0      | 0      | 0      | 0      | 0      | 0      | 0      | 0      | 0      | 0      | 0      | 0      |        |        |        |        |        |        |        |        |        |
| Sezon 1987/1988                                                                              |             |             |             |            |                        |                        |                        |               |                     |                     |                 |                 |              |          |              |              |              |         |                 |              |                     |         |         |         |        |        |        |        |        |        |        |        |        |        |        |        |        |        |        |        |        |        |        |        |        |        |        |        |        |
| Thunder Bay                                                                                  | Thunder Bay | Lake Placid | Lake Placid | Sapporo    | Sapporo                | Oberstdorf             | Garmisch-Partenkirchen | Innsbruck     | Bischofshofen       | Gallio              | Sankt Moritz    | Gstaad          | Engelberg    | Lahti    | Lahti        | Meldal       | Oslo         | Planica | Planica         | punkty       | punkty              | punkty  | punkty  | punkty  | punkty | punkty | punkty | punkty | punkty | punkty | punkty | punkty | punkty | punkty | punkty | punkty | punkty | punkty |        |        |        |        |        |        |        |        |        |        |        |
| -                                                                                            | -           | -           | -           | -          | -                      | -                      | -                      | -             | -                   | 62                  | -               | -               | -            | -        | -            | -            | -            | -       | -               | 0            | 0                   | 0       | 0       | 0       | 0      | 0      | 0      | 0      | 0      | 0      | 0      | 0      | 0      | 0      | 0      | 0      | 0      | 0      |        |        |        |        |        |        |        |        |        |        |        |
| Sezon 1988/1989                                                                              |             |             |             |            |                        |                        |                        |               |                     |                     |                 |                 |              |          |              |              |              |         |                 |              |                     |         |         |         |        |        |        |        |        |        |        |        |        |        |        |        |        |        |        |        |        |        |        |        |        |        |        |        |        |
| Thunder Bay                                                                                  | Thunder Bay | Lake Placid | Lake Placid | Sapporo    | Sapporo                | Oberstdorf             | Garmisch-Partenkirchen | Innsbruck     | Bischofshofen       | Liberec             | Harrachov       | Oberhof         | Oberhof      | Chamonix | Oslo         | Örnsköldsvik | Harrachov    | Planica | Planica         | punkty       | punkty              | punkty  | punkty  | punkty  | punkty | punkty | punkty | punkty | punkty | punkty | punkty | punkty | punkty | punkty | punkty | punkty | punkty | punkty |        |        |        |        |        |        |        |        |        |        |        |
| 28                                                                                           | 34          | 40          | 31          | -          | -                      | 77                     | 66                     | 68            | 78                  | 72                  | 68              | 68              | 59           | -        | -            | -            | 36           | -       | -               | 0            | 0                   | 0       | 0       | 0       | 0      | 0      | 0      | 0      | 0      | 0      | 0      | 0      | 0      | 0      | 0      | 0      | 0      | 0      |        |        |        |        |        |        |        |        |        |        |        |
| Sezon 1989/1990                                                                              |             |             |             |            |                        |                        |                        |               |                     |                     |                 |                 |              |          |              |              |              |         |                 |              |                     |         |         |         |        |        |        |        |        |        |        |        |        |        |        |        |        |        |        |        |        |        |        |        |        |        |        |        |        |
| Thunder Bay                                                                                  | Thunder Bay | Lake Placid | Lake Placid | Sapporo    | Sapporo                | Oberstdorf             | Garmisch-Partenkirchen | Innsbruck     | Bischofshofen       | Harrachov           | Liberec         | Zakopane        | Sankt Moritz | Gstaad   | Engelberg    | Predazzo     | Predazzo     | Lahti   | Lahti           | Örnsköldsvik | Sollefteå           | Raufoss | Planica | Planica | punkty |        |        |        |        |        |        |        |        |        |        |        |        |        |        |        |        |        |        |        |        |        |        |        |        |
| -                                                                                            | -           | -           | -           | -          | -                      | -                      | -                      | -             | -                   | 65                  | 56              | 43              | 53           | 58       | 75           | 66           | 68           | -       | -               | -            | -                   | -       | -       | -       | 0      |        |        |        |        |        |        |        |        |        |        |        |        |        |        |        |        |        |        |        |        |        |        |        |        |
| Sezon 1990/1991                                                                              |             |             |             |            |                        |                        |                        |               |                     |                     |                 |                 |              |          |              |              |              |         |                 |              |                     |         |         |         |        |        |        |        |        |        |        |        |        |        |        |        |        |        |        |        |        |        |        |        |        |        |        |        |        |
| Lake Placid                                                                                  | Lake Placid | Thunder Bay | Thunder Bay | Sapporo    | Sapporo                | Oberstdorf             | Garmisch-Partenkirchen | Innsbruck     | Bischofshofen       | Oberhof             | Bad Mitterndorf | Bad Mitterndorf | Lahti        | Lahti    | Bollnäs      | Falun        | Trondheim    | Oslo    | Planica         | Planica      | Szczyrbskie Jezioro | punkty  | punkty  | punkty  | punkty | punkty | punkty | punkty | punkty | punkty | punkty | punkty | punkty | punkty | punkty | punkty | punkty | punkty | punkty | punkty |        |        |        |        |        |        |        |        |        |
| -                                                                                            | -           | -           | -           | -          | -                      | -                      | -                      | -             | -                   | -                   | -               | -               | -            | -        | -            | -            | -            | -       | -               | 51           | 43                  | 0       | 0       | 0       | 0      | 0      | 0      | 0      | 0      | 0      | 0      | 0      | 0      | 0      | 0      | 0      | 0      | 0      | 0      | 0      |        |        |        |        |        |        |        |        |        |
| Sezon 1991/1992                                                                              |             |             |             |            |                        |                        |                        |               |                     |                     |                 |                 |              |          |              |              |              |         |                 |              |                     |         |         |         |        |        |        |        |        |        |        |        |        |        |        |        |        |        |        |        |        |        |        |        |        |        |        |        |        |
| Thunder Bay                                                                                  | Thunder Bay | Sapporo     | Sapporo     | Oberstdorf | Garmisch-Partenkirchen | Innsbruck              | Bischofshofen          | Predazzo      | Sankt Moritz        | Engelberg           | Oberstdorf      | Oberstdorf      | Lahti        | Lahti    | Örnsköldsvik | Trondheim    | Trondheim    | Oslo    | MŚL – Harrachov | Planica      | punkty              | punkty  | punkty  | punkty  | punkty | punkty | punkty | punkty | punkty | punkty | punkty | punkty | punkty | punkty | punkty | punkty | punkty | punkty | punkty |        |        |        |        |        |        |        |        |        |        |
| -                                                                                            | -           | 59          | 57          | -          | -                      | -                      | -                      | -             | -                   | -                   | -               | -               | -            | -        | -            | -            | -            | -       | -               | -            | 0                   | 0       | 0       | 0       | 0      | 0      | 0      | 0      | 0      | 0      | 0      | 0      | 0      | 0      | 0      | 0      | 0      | 0      | 0      |        |        |        |        |        |        |        |        |        |        |
| Legenda                                                                                      |             |             |             |            |                        |                        |                        |               |                     |                     |                 |                 |              |          |              |              |              |         |                 |              |                     |         |         |         |        |        |        |        |        |        |        |        |        |        |        |        |        |        |        |        |        |        |        |        |        |        |        |        |        |
| 1 2 3 4-10 11-30 poniżej 30 q – zawodnik nie zakwalifikował się - – zawodnik nie wystartował |             |             |             |            |                        |                        |                        |               |                     |                     |                 |                 |              |          |              |              |              |         |                 |              |                     |         |         |         |        |        |        |        |        |        |        |        |        |        |        |        |        |        |        |        |        |        |        |        |        |        |        |        |        |

### Turniej Czterech Skoczni

#### Miejsca w klasyfikacji generalnej
| Sezon     | Miejsce | Źr.    |
| --------- | ------- | ------ |
| 1986/1987 | 90.     | [ 9 ]  |
| 1988/1989 | 71.     | [ 10 ] |

## Puchar Kontynentalny

### Miejsca w klasyfikacji generalnej
| Sezon     | Miejsce |
| --------- | ------- |
| 1991/1992 | 94.     |

### Miejsca w poszczególnych konkursachPucharu Kontynentalnego
| Źródło                                                                        | Źródło  | Źródło     | Źródło      | Źródło  | Źródło     | Źródło     | Źródło  | Źródło    | Źródło    | Źródło    | Źródło    | Źródło  | Źródło    | Źródło           | Źródło   | Źródło     | Źródło | Źródło | Źródło   | Źródło   | Źródło | Źródło | Źródło | Źródło | Źródło | Źródło | Źródło | Źródło | Źródło | Źródło | Źródło | Źródło | Źródło | Źródło | Źródło | Źródło | Źródło | Źródło | Źródło | Źródło | Źródło | Źródło | Źródło | Źródło | Źródło | Źródło | Źródło | Źródło | Źródło | Źródło | Źródło | Źródło | Źródło | Źródło | Źródło | Źródło | Źródło | Źródło | Źródło |
| ----------------------------------------------------------------------------- | ------- | ---------- | ----------- | ------- | ---------- | ---------- | ------- | --------- | --------- | --------- | --------- | ------- | --------- | ---------------- | -------- | ---------- | ------ | ------ | -------- | -------- | ------ | ------ | ------ | ------ | ------ | ------ | ------ | ------ | ------ | ------ | ------ | ------ | ------ | ------ | ------ | ------ | ------ | ------ | ------ | ------ | ------ | ------ | ------ | ------ | ------ | ------ | ------ | ------ | ------ | ------ | ------ | ------ | ------ | ------ | ------ | ------ | ------ | ------ | ------ |
| Sezon 1991/1992                                                               |         |            |             |         |            |            |         |           |           |           |           |         |           |                  |          |            |        |        |          |          |        |        |        |        |        |        |        |        |        |        |        |        |        |        |        |        |        |        |        |        |        |        |        |        |        |        |        |        |        |        |        |        |        |        |        |        |        |        |        |
| Oberwiesenthal                                                                | Oberhof | Courchevel | Sankt Aegyd | Planica | Saalfelden | Ruhpolding | Liberec | Harrachov | Willingen | Willingen | La Molina | Szczyrk | Schönwald | Titisee-Neustadt | Chamonix | Le Brassus | Sprova | Meldal | Feldberg | Feldberg | punkty |        |        |        |        |        |        |        |        |        |        |        |        |        |        |        |        |        |        |        |        |        |        |        |        |        |        |        |        |        |        |        |        |        |        |        |        |        |        |
| -                                                                             | -       | -          | -           | -       | -          | -          | -       | -         | -         | -         | -         | 9       | -         | -                | -        | -          | -      | -      | -        | -        | 7      |        |        |        |        |        |        |        |        |        |        |        |        |        |        |        |        |        |        |        |        |        |        |        |        |        |        |        |        |        |        |        |        |        |        |        |        |        |        |
| Legenda                                                                       |         |            |             |         |            |            |         |           |           |           |           |         |           |                  |          |            |        |        |          |          |        |        |        |        |        |        |        |        |        |        |        |        |        |        |        |        |        |        |        |        |        |        |        |        |        |        |        |        |        |        |        |        |        |        |        |        |        |        |        |
| 1 2 3 4-10 11-30 poniżej 30 dq – dyskwalifikacja - – zawodnik nie wystartował |         |            |             |         |            |            |         |           |           |           |           |         |           |                  |          |            |        |        |          |          |        |        |        |        |        |        |        |        |        |        |        |        |        |        |        |        |        |        |        |        |        |        |        |        |        |        |        |        |        |        |        |        |        |        |        |        |        |        |        |

## Mistrzostwa Polski
- srebrny medal: 1989, 1991 (K70)
- brązowy medal: 1989 (K90).